# Melanargia collossea
Melanargia collossea är en fjärilsart som beskrevs av Rothschild 1917. Melanargia collossea ingår i släktet Melanargia och familjen praktfjärilar. Inga underarter finns listade i Catalogue of Life.